# Secret professionnel en droit français
En droit français, les dispositions légales et jurisprudentielles relatives à la protection du secret professionnel font interdiction aux membres de certains corps de métier de divulguer certains renseignements concernant leur activité ou leurs clients. Aux termes de l'article 226-13 du code pénal, « la révélation d'une information à caractère secret par une personne qui en est dépositaire soit par état ou par profession, soit en raison d'une fonction ou d'une mission temporaire, est punie d'un an d'emprisonnement et de 15 000 euros d'amende ».

## Secret professionnel pour les soignants
Selon le code pénal (article 226-13), les professionnels de santé qu'ils soient médecins, chirurgiens, dentistes, pharmaciens, pédicures-podologues, kinésithérapeute, orthophonistes, orthoptistes,sages-femmes, infirmiers ou infirmières (Article 4 du décret du 16 février 1993 relatif aux règles professionnelles des infirmiers et infirmières), aides-soignants, auxiliaire de puériculture, ambulanciers, secrétaires médicaux, technologues en imagerie médicale (manipulateurs), technologistes médicaux, sont contraints de taire les informations personnelles concernant les patients qu'ils ont recueillies au cours de leur activité. Il ne s'agit pas seulement des observations qu'ils ont pu faire, mais aussi des déductions qu'ils ont pu tirer de leurs observations. Toute entorse peut être sanctionnée par les institutions professionnelles dont ils dépendent (le conseil de l'Ordre de la profession concernée, par exemple), mais aussi par le tribunal correctionnel.
Il existe des exceptions au secret professionnel en France. Notamment concernant les dénonciations de crimes comme le viol (avec l'accord cependant de la victime si elle est majeure), les agressions sexuelles et les mauvais traitements sur des personnes vulnérables (enfants et personnes âgées ou handicapées). Certaines informations échappent au secret professionnel, notamment les accidents du travail et les maladies professionnelles quant à leur déclaration aux caisses de sécurité sociale, le décès, les naissances, certaines maladies infectieuses à déclaration obligatoire (VIH, peste, choléra, etc.), les vaccinations obligatoires.
Le médecin est le dépositaire du secret professionnel concernant son malade. Mais le secret pro n'est pas en principe opposable au malade qui en reste le « propriétaire ». En effet, un patient ne peut décider de délier le médecin de son secret professionnel, même sur des informations le concernant du moins en droit pénal. Mais en droit civil, le médecin fournit des informations médicales aux patients eux-mêmes, ou à leur représentant légal (cas des enfants).
Il faut savoir que les certificats médicaux comportant des informations médicales ne sont fournies qu'aux patients les réclamant, et que ce sont les patients qui les rendent éventuellement publiques. Si une administration réclame un certificat médical, c'est le patient qui fournit l'information et non le médecin. Le médecin ne peut refuser un certificat descriptif de son état de santé au patient, mais cela ne le délie pas de son devoir d'information.
Dans le cas des essais cliniques, les données médicales concernant le patient ne sont pas secrètes (tout essai clinique serait alors impossible) mais le dossier le concernant est anonymisé rendant ainsi son identification par des tiers impossible. Ainsi le couple « identité~maladie » n'est pas connu, garantissant le secret médical.
Depuis 1994, on ne parle plus de secret médical mais de secret professionnel, afin d'inclure les professionnels paramédicaux et d'expliquer la notion de secret partagé (qui a accès ou pas aux informations).

## Secret de l'instruction
Les investigations du juge d'instruction français sont soumises au secret par l'article 11 du code de procédure pénale.
Les avocats des justiciables ont accès aux dossiers concernant leur clients. Depuis la loi Perben II, les avocats peuvent être inquiétés si les informations qu'ils ont eues ont servi à empêcher la manifestation de la vérité, ou à masquer d'autres crimes ou délits.

## Secret professionnel de l'avocat
Les avocats des barreaux de France sont tenus, au titre de leurs obligations déontologiques, au secret professionnel dans l'exercice de leur profession. Le secret est général, absolu et illimité dans le temps et s'applique à l'ensemble des communications, sur tout support entre l'avocat et son client. La divulgation d'informations couvertes par le secret professionnel engage la responsabilité pénale de l'avocat, l'exposant à une peine d'emprisonnement ou à une amende.

## Secret professionnel dans les activités privées
Le secret professionnel a été instauré, par le législateur, afin d'apporter toutes garanties aux clients qui se confient à des techniciens (droit, médecine, comptabilité, etc.).
Des textes spécifiques aux professions considérées, et le code pénal français ont, d'abord, listé un certain nombre d'activités tenues au secret professionnel comme les médecins, les sages-femmes, etc.
Après sa réforme de 1992, le nouveau code pénal, entré en vigueur le 1er mars 1994, ne liste plus de professionnels et prévoit les sanctions générales pour violation du secret professionnel.
Toutefois le secret professionnel peut s'appliquer non seulement aux professions soumises à cette obligation par un texte particulier, mais également à tous autres professionnels qui détiennent des secrets qui leur sont confiés par des particuliers.
C'est ainsi que la jurisprudence a pu ajouter sur la liste de ces professions, un certain nombre d'activités pour lesquelles elle considérait que les confidences reçues les assujettissaient à l'obligation de respecter le secret professionnel.
Pour l'anecdote les détectives et enquêteurs privés français y sont tenus sous peine des sanctions visées à l'article 226-13 du code pénal tout comme, en Belgique, les « privés » y sont également tenus sous peine des sanctions visées à l'article 458 de leur code pénal.

## Le secret professionnel face à l'administration fiscale
Le secret professionnel, bien que protégé, peut être confronté à des demandes d'informations de la part de l'administration fiscale. En particulier, l'article L 13-0 A du Livre des procédures fiscales (LPF) autorise les agents fiscaux à solliciter des informations auprès de personnes dépositaires du secret professionnel, telles que les médecins ou les avocats.
Toutefois, ces agents ne peuvent pas demander de renseignements sur la nature des prestations fournies par ces professionnels.
De plus, la jurisprudence a établi que l'administration fiscale ne peut pas obtenir des informations permettant d'identifier le client d'un avocat ou d'un médecin.
Cependant, cette protection n'est pas absolue et est considérée comme "relative". En effet, certaines exceptions existent, notamment en cas de fraude fiscale, de corruption ou de terrorisme.
Par ailleurs, la loi n° 2021-1729 du 22 décembre 2011 a introduit des modifications concernant le secret professionnel, notamment en ce qui concerne les avocats.
Enfin, le secret bancaire, bien que protégé, peut également être levé dans certaines circonstances, notamment dans le cadre de la lutte contre l'évasion fiscale.